# ペレヤスラヴリ・ザレスキー公国
ペレヤスラヴリ・ザレスキー公国（ペレヤスラヴリ・ザレスキーこうこく、ロシア語: Переяславль-Залесское княжество）、またはペレヤスラヴリ公国（ペレヤスラヴリこうこく、ロシア語: Переяславское княжество）は、1175年から1302年にかけてウラジーミル大公国領内に存在した、ルーシの公国である。首都はペレヤスラヴリ・ザレスキー（現ペレスラヴリ・ザレスキー）に置かれた。

## 歴史
1175年6月15日、ウラジーミル大公位をめぐる闘争において、ミハイル、フセヴォロド兄弟は、彼らの甥にあたるムスチスラフ、ヤロポルクに勝利した後、ウラジーミル大公国を2つに分けて統治した。すなわち、ミハイルがウラジーミル大公位を有し、フセヴォロドにペレヤスラヴリ・ザレスキー公位を与えた。このフセヴォロドの政権樹立がペレヤスラヴリ・ザレスキー公国の始まりである。この時のペレヤスラヴリ・ザレスキー公国は、ヴォルガ川上流の右岸地域（現在のズブツォフ - ヤロスラヴリ間）を中心地域として、南はオカ川までを領有した。公国内にはトヴェリ、スクニャティノ(ru)、ヤロスラヴリ、ロストフ、モスクワなどの都市が含まれていた。1176年にミハイルが死ぬと、フセヴォロドはウラジーミル大公位を継ぎ、一時ペレヤスラヴリ・ザレスキー公国はウラジーミル大公国と融合した。
1212年にフセヴォロドが死ぬと、フセヴォロドの息子のヤロスラフの領有する分領公国として、再びペレヤスラヴリ・ザレスキー公国が分離した。この時にはトヴェリとドミトロフが公国領に含まれた。1238年、ヤロスラフがキエフに在留していた際に、ペレヤスラヴリ・ザレスキーとトヴェリはモンゴルのルーシ侵攻による攻撃にさらされた。両都市は陥落し、トヴェリではヤロスラフの子（名は伝わっていない）が殺された。しかし、まもなくペレヤスラヴリ・ザレスキーは再建された。また、ヤロスラフの死後トヴェリ公国が独立し、ヤロスラフの子のヤロスラフの子孫によって統治された。
1262年、ペレヤスラヴリ・ザレスキー公国を含むウラジーミル大公国領で、タタールのくびきに対する蜂起が起きた。1263年、蜂起に対する懲罰軍の派遣を回避するために、ウラジーミル大公アレクサンドル・ネフスキーはジョチ・ウルスのオルダへ向ったが、その途上で死亡した。ペレヤスラヴリ・ザレスキー公国はアレクサンドルの子のドミトリーに譲られ、1294年までドミトリーの統治下にあった。なお、ドミトリーは1274年にウラジーミル大公位にも就くが、ウラジーミルではなくペレヤスラヴリ・ザレスキーに留まった。この期間は、ペレヤスラヴリ・ザレスキー公国の全盛期にあたる。公国領はプレシチェエヴォ湖(ru)周辺を中核に広がっており、西から北西にかけてはモスクワ大公国、ドミトロフ公国(ru)、トヴェリ大公国に、東から南にかけてはロストフ公国、ユリエフ公国(ru)、ウラジーミル大公国に接していた。
しかし、1302年に公のイヴァン(ru)が跡継ぎのいないままに死亡したため、イヴァンが最後のペレヤスラヴリ・ザレスキー公となった。公国はイヴァンの遺言によっておじのモスクワ大公ダニールに譲渡された。はじめにダニールのモスクワ大公国に、次いでトヴェリ公ミハイルがウラジーミル大公に承認された際にウラジーミル大公国領となり、最終的には再びモスクワ大公国の支配下に置かれた。都市はモスクワのナメストニクによって管理され、時には他国出身の公（例・1379年 - 1380年：ドミトリユス・アルギルダイティス、1408年：シュヴィトリガイラ・アルギルダイティス。ともにリトアニア大公国系の公。）に、コルムレニエ(ru)（寄食地・扶持制度）として与えられたことがあった。